# Gordon (rabszolga)
Gordon, más források szerint Peter rabszolga volt az amerikai polgárháború idején. Róla készültek a rabszolgaság egyik leghíresebb és talán leggyakrabban idézett fényképfelvételei, melyeken a hátán lévő, korbácsolástól származó hegeket mutatta meg.

## Szökése és megmenekülése
Gordon Louisiana államban dolgozott rabszolgaként John és Bridget Lyons ültetvényén. 1862 őszén az ültetvény egyik felügyelője büntetésül kegyetlen módon megkorbácsolta. Hogy mi volt a bűne, az nem derült ki. Gordon súlyos sérüléseket szerzett, két hónapig az ágyból sem tudott felkelni. 1863 márciusában kockázatos döntésre szánta el magát: minden erejét és bátorságát összeszedve megszökött az ültetvényről. Hogy a kutyák ne tudják kiszagolni nyomát, hagymával tömte tele a zsebeit. Az ültetvényen hamar felfedezték a szökést és megkezdték keresését, sőt riasztották a szomszédos ültetvényeket is, hogy minél hamarabb elfogják a szökött rabszolgát. 
Gordon eltökélt volt és ment, amíg bírt. Tíz nappal később elért Baton Rouge-ba, ahol a unionisták csapatai állomásoztak. Úgy döntött, hogy fegyvert ragad és csatlakozik a déli államok ellen harcoló erőkhöz. Gordon életének további részletei nem ismertek. Katonai pályafutása is hiányosan dokumentált, annyit biztosan tudni, hogy több bevetésen is részt vett és túlélte a polgárháború csatáit, de hogy később mi lett vele, azt sajnos nem tudni.

## A híres fényképek
Gordont Baton Rouge-ban a besorozásnál orvosi vizsgálatnak is alávetették, ekkor derült fény a korbácsolás okozta sérülésekre a hátán. Éppen a táborban tartózkodott két vándorfotós, William D. McPherson és társa Mr. Oliver, akik engedélyt kértek Gordontól, hogy dokumentálhassák az elszenvedett erőszak nyomait. A két fényképész több felvételt is készített Gordon hátáról. Az egyik fényképhez az alábbi sorokat fűzték: „Artayou Carrier korbácsolt meg. A korbácsolás következtében két hónapig az ágyat nyomtam. A gazdám azután jött, hogy megkorbácsoltak; a felügyelőt kirúgta. Szerencsétlen Peter saját szavai, miközben a székre ült a fotózáshoz.”
McPherson és Oliver a képeket vizitkártya formájában sokszorosították és értékesítették. A brutális bántalmazásról készült felvétel nagy feltűnést keltett, és hamar ismertté váltak az országban. Gordon hegekkel teli hátáról készült fotókra a rabszolgatartás árnyoldalainak kézzelfogható bizonyítékaként tekintettek, melyre a halálbüntetést támogatók előszeretettel hivatkoztak. Volt, aki szerint százezer példányban kellett volna lemásolni is mindenhova eljuttatni, hogy mindenki lássa e szörnyűséget. Több fotós is kihasználta a kép ismertségét, és saját maga készített belőle másolatot, melyeket értékesítettek. Az egyik legismertebb ilyen másolatot Mathew Brady fényképész készítette.
A Harper’s Weekly 1863. július 4-én megjelent számában Typical Negro címmel megjelent cikkben írta meg Gordon történetét. A sérüléseket bemutató fotó mellett két másik róla készült képet is leközölt a lap: az egyiken katonai uniformisban látható, a másik pedig a besorozáskor készült. A szerzők beszámoltak a rabszolgaként töltött időről, a bántalmazásról és szökéséről. A cikk megjelenése jelentősen befolyásolta a rabszolgákról kialakult képet, és felhívta figyelmet a rabszolgatartók embertelen bánásmódjára. Idővel Gordon az elnyomott rabszolgák példaképe és a bátor hazafi afro-amerikai megtestesítője lett.

## Galéria

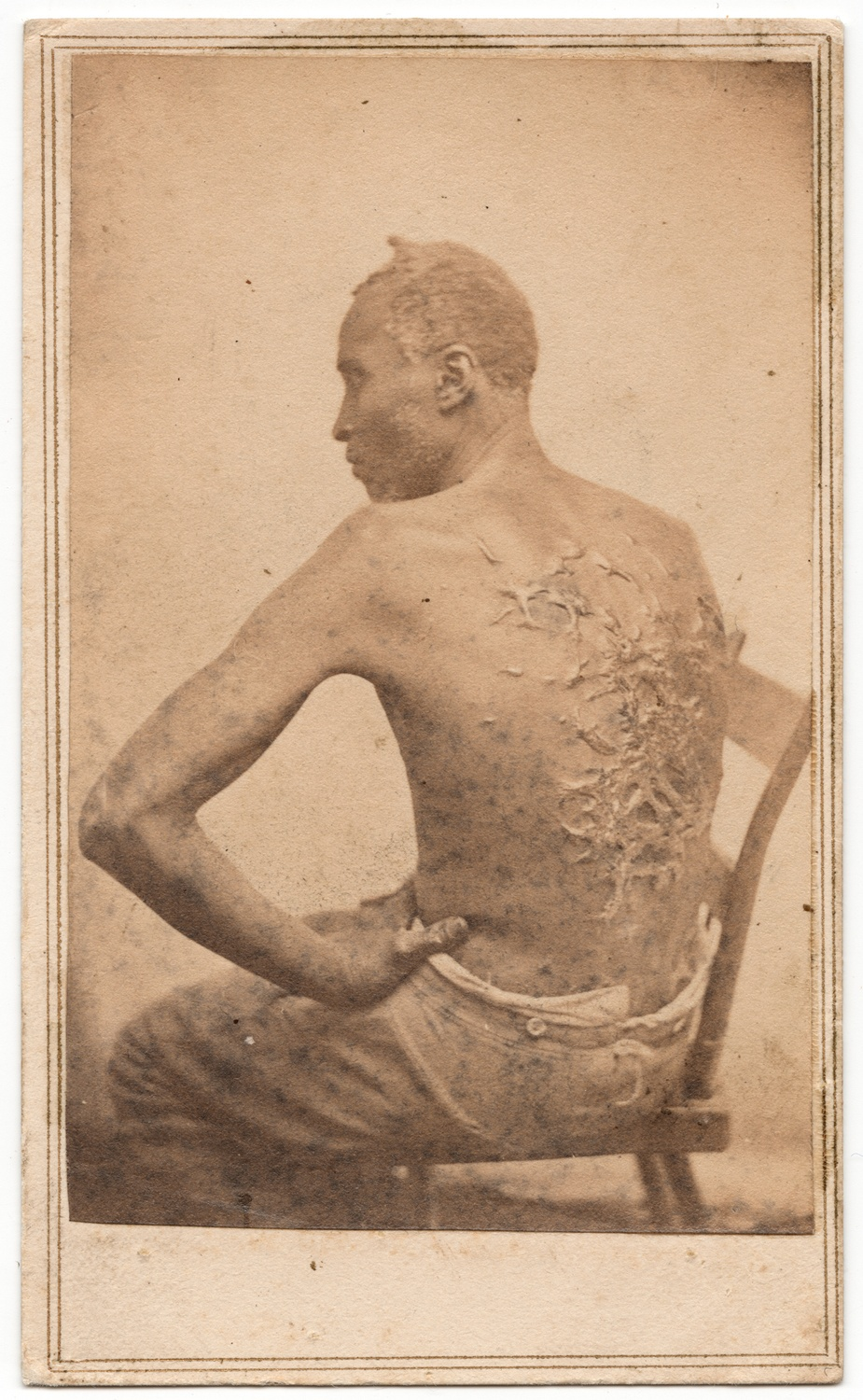
a másik felvétel
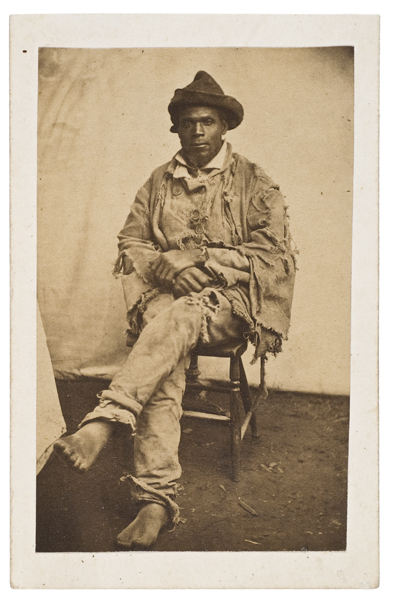
Nem sokkal a táborba érkezés után
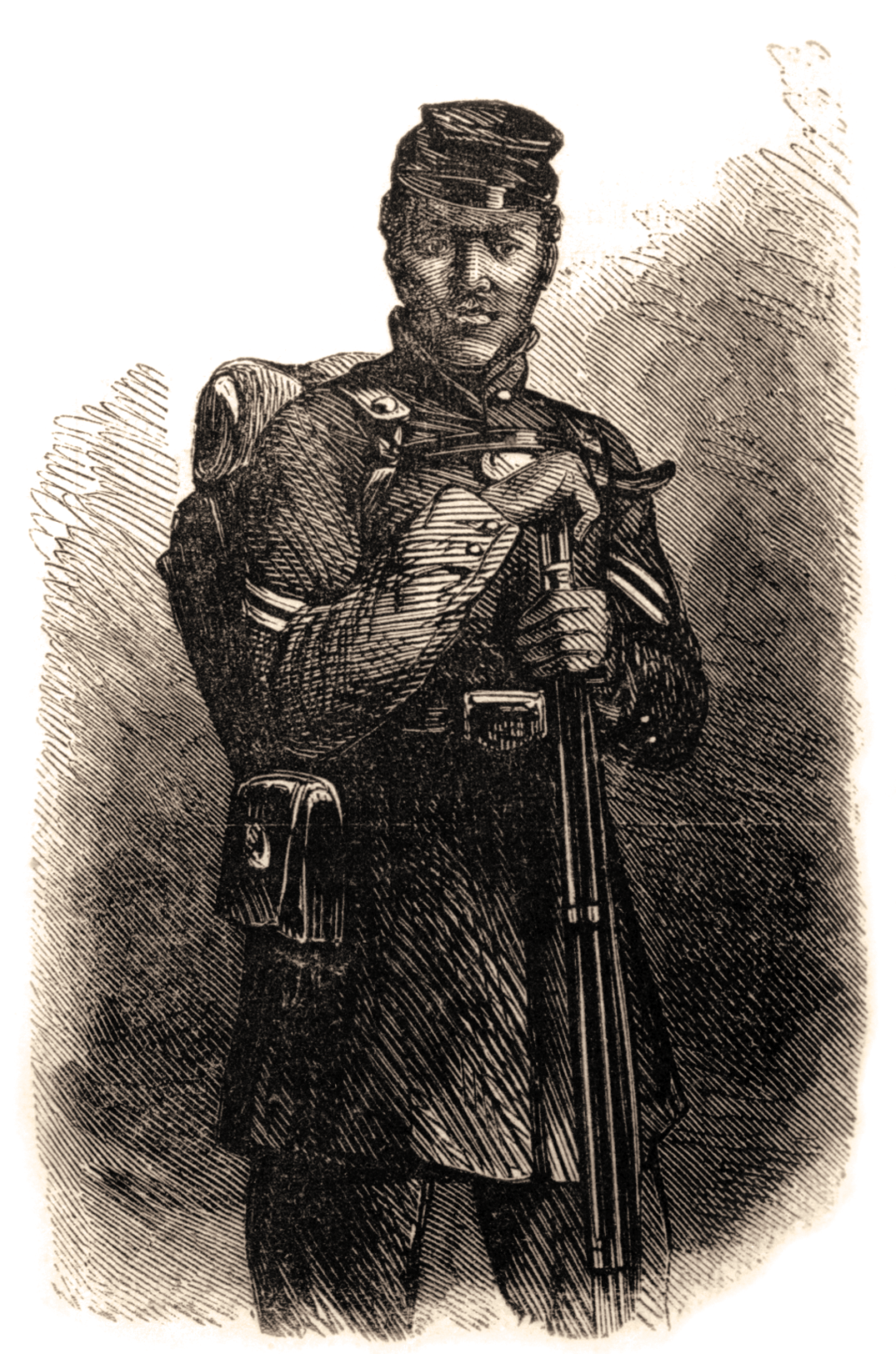
Gordon egyenruhában (metszet, 1863)
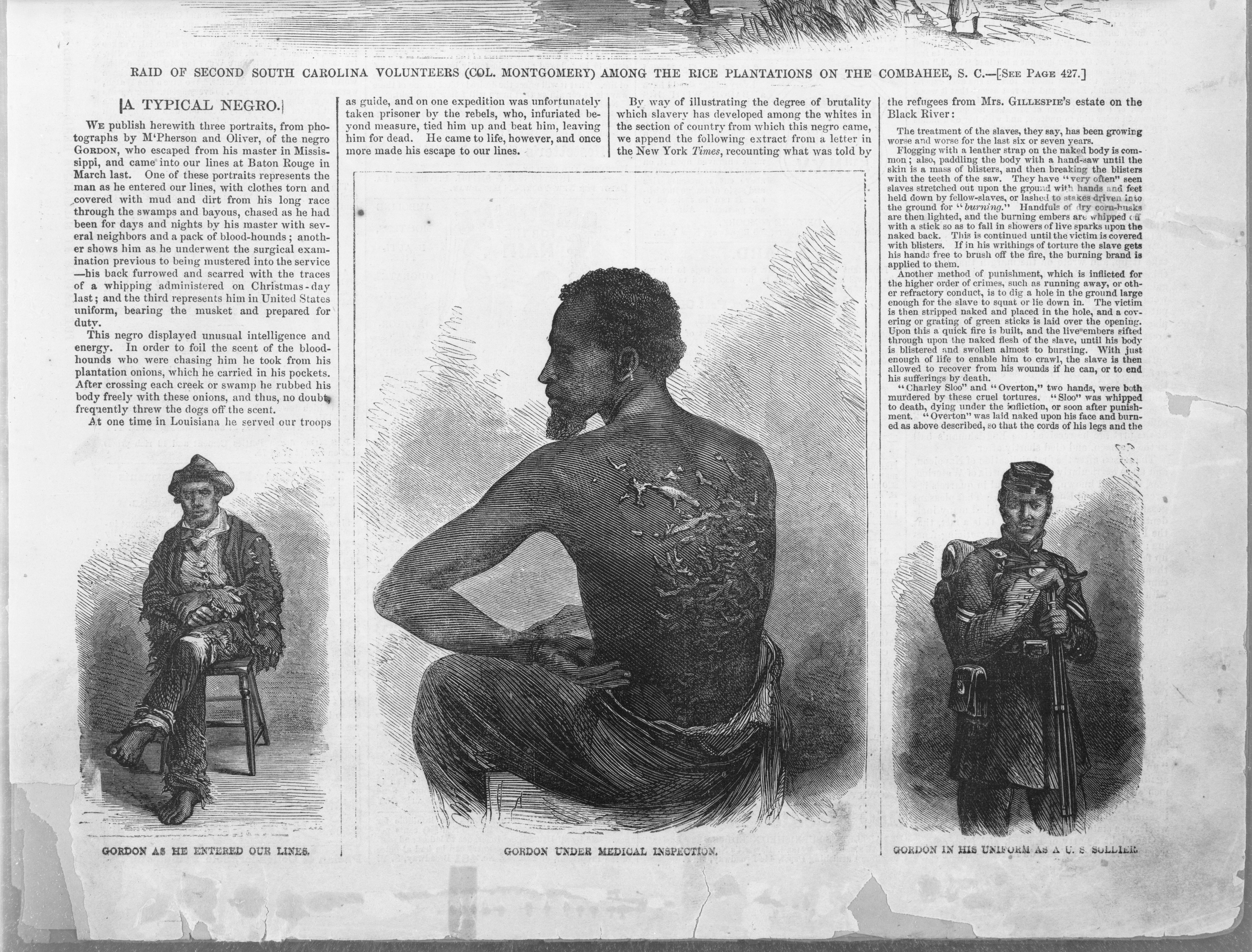
A Harper’s Weekly cikke Gordonról